# یسپر هنسن
یسپر هنسن (انگلیسی: Jesper Hansen؛ زادهٔ ۱۹ نوامبر ۱۹۸۰) تیرانداز اهل دانمارک است که در رقابت‌های المپیک تابستانی ۲۰۲۰ توکیو برندهٔ نشان نقره شد.